# إيك إيزاك
إيك إيزاك (بالإنجليزية: Ike Isaacs)‏ هو عازف جاز أمريكي، ولد في 28 مارس 1923 في آكرون في الولايات المتحدة، وتوفي في 27 فبراير 1981 في أتلانتا في الولايات المتحدة.

## وصلات خارجية
- إيك إيزاك على موقع ميوزك برينز (الإنجليزية)
- إيك إيزاك على موقع ميوزك برينز (الإنجليزية)
- إيك إيزاك على موقع أول ميوزيك (الإنجليزية)
- إيك إيزاك على موقع ديسكوغز (الإنجليزية)